# Still D.R.E.
Still D.R.E. este un cântec de Dr. Dre, lansat ca melodia fruntașă a albumului lui de platină, 2001. În acest cântec se regăsește vocea lui Snoop Dogg în introducere, refren și final.

## Video-ul Muzical
Video-ul acestei melodii, regizat de Hype Williams, îi arată în principal pe Snoop Dogg și Dr. Dre și felul cum conduc mașini joase. De asemenea conține un pasaj cu Eminem, văzut alergând după un grup de fete pe o plajă când Dr. Dre interpretează: "Kept my ear to the streets, signed Eminem / He's triple platinum, doing 50 a week."

## Premii
| La (2000)                        | Peak poziție |
| -------------------------------- | ------------ |
| Hot R&B/Hip-Hop Singles & Tracks | 32           |
| Single-uri Rap Fierbinți         | 11           |
| Top 40 Melodii Ritmice           | 29           |
| Billboard Hot 100                | 93           |
| UK Singles Chart                 | 6            |